# La Pobla Tornesa

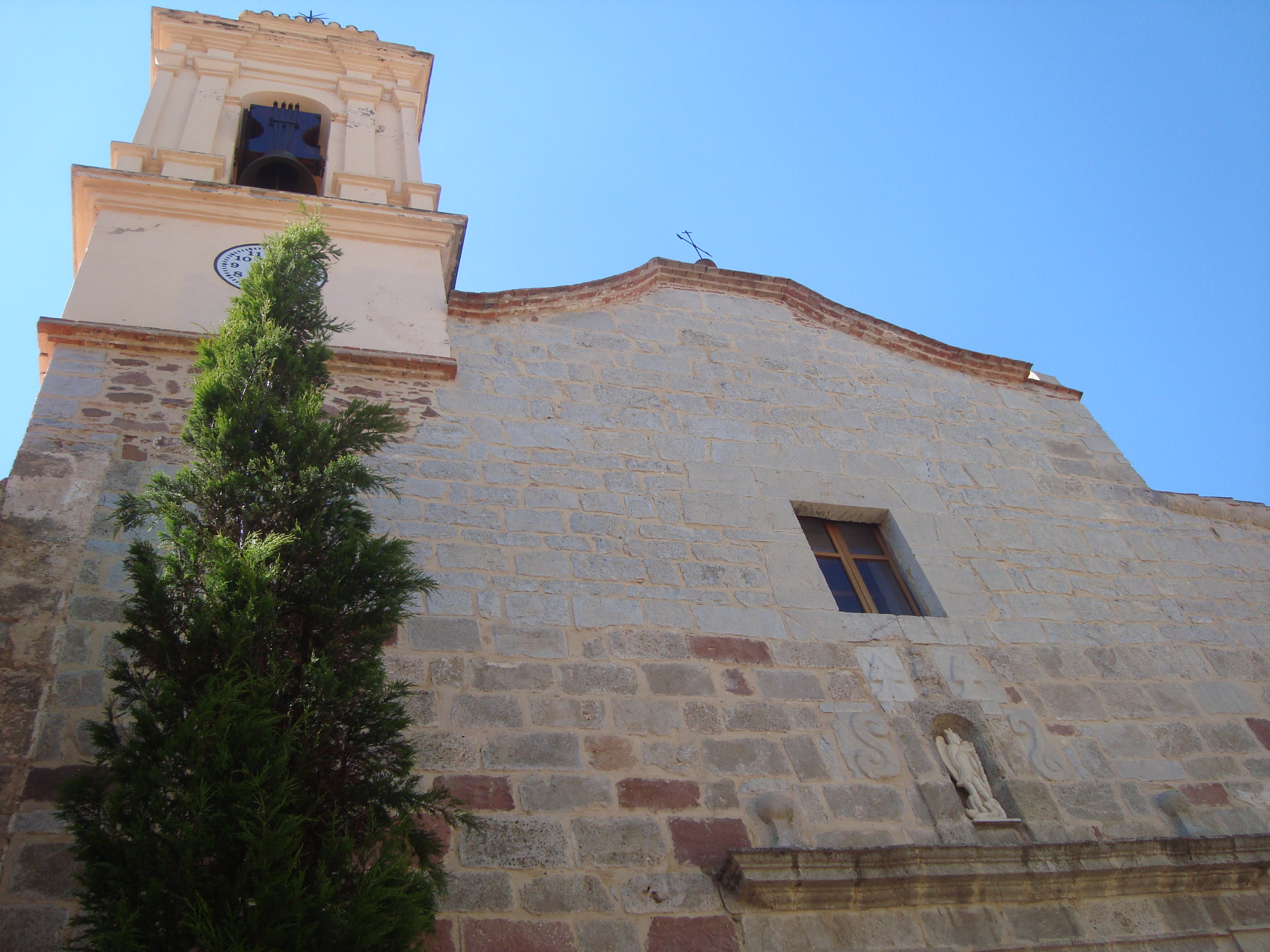
Església parroquial de Sant Miquel Arcàngel (La Pobla Tornesa)

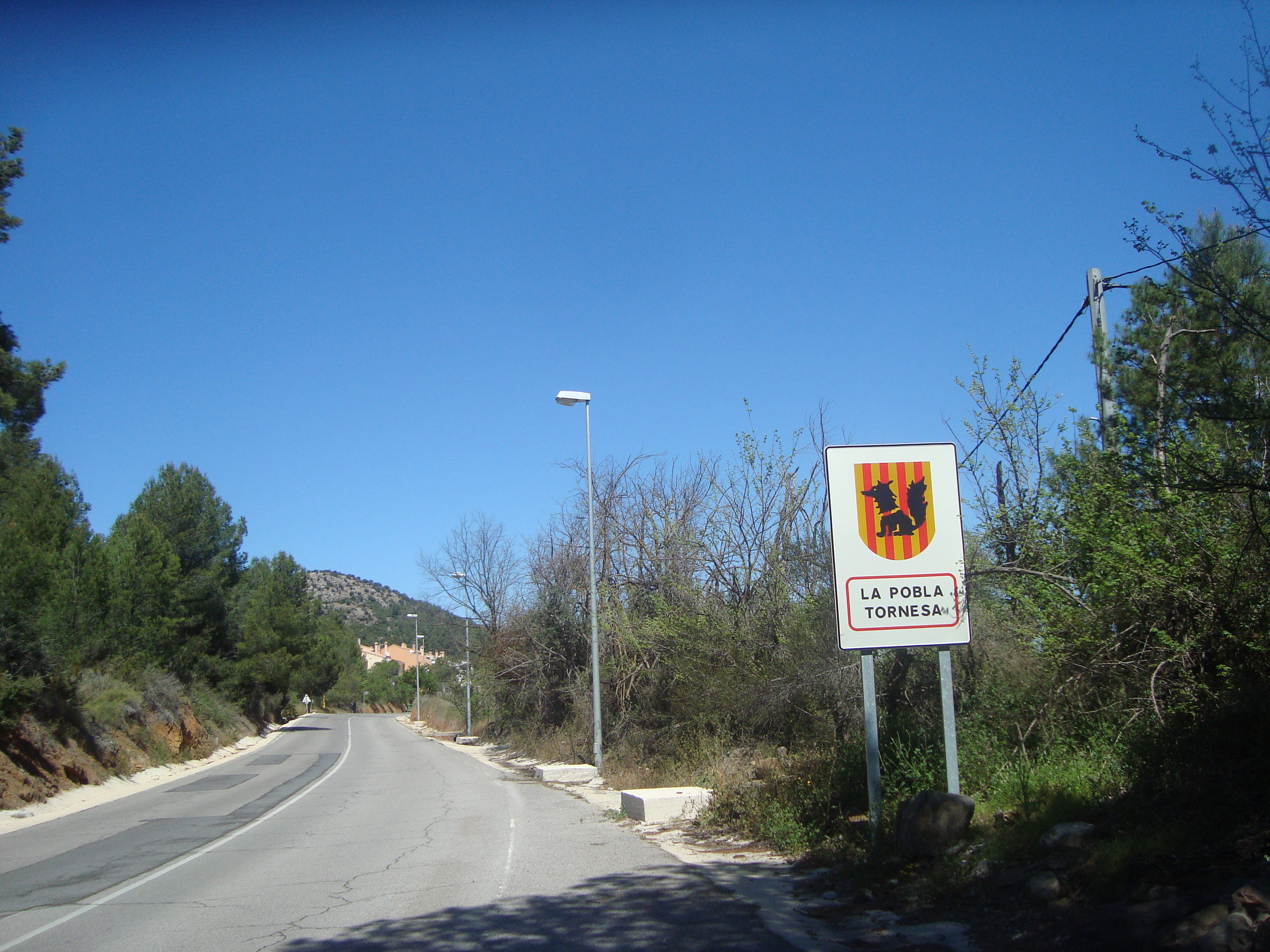
La Pobla Tornesa

La Pobla Tornesa è un comune spagnolo di 581 abitanti situato nella comunità autonoma Valenciana.

## Altri progetti

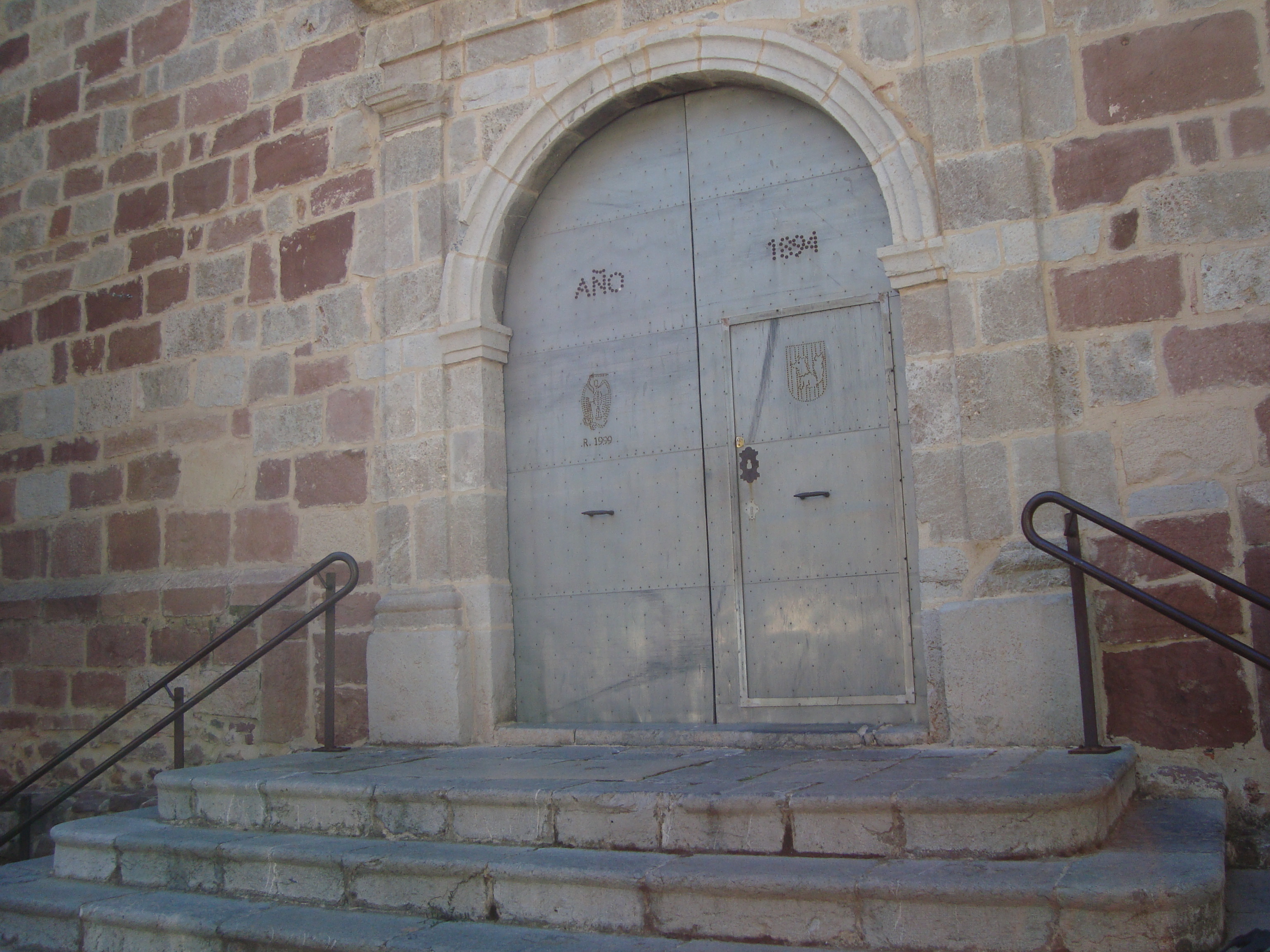
Església parroquial de Sant Miquel Arcàngel de Pobla Tornesa

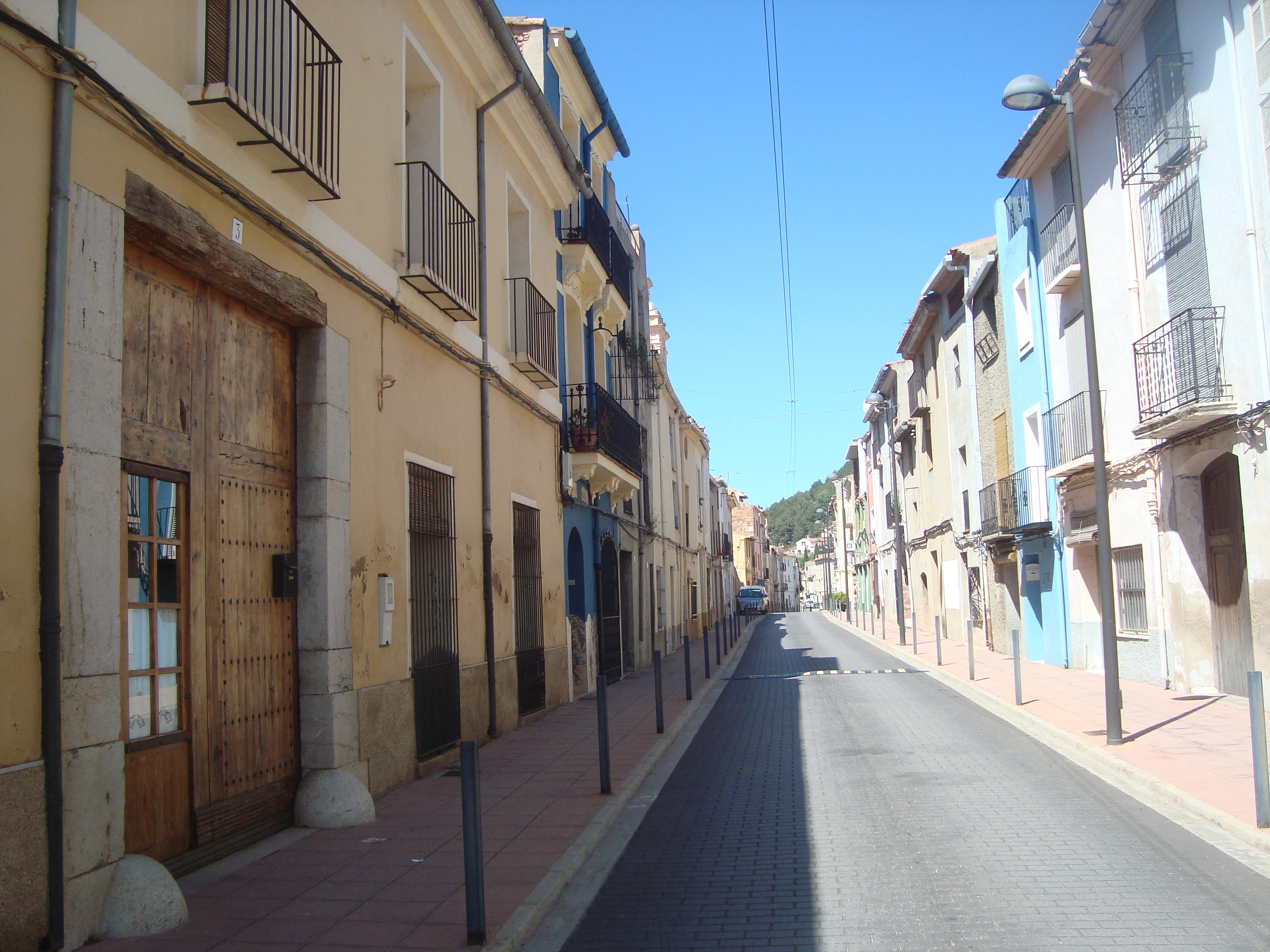
Carrer d'Enmig (La Pobla Tornesa)

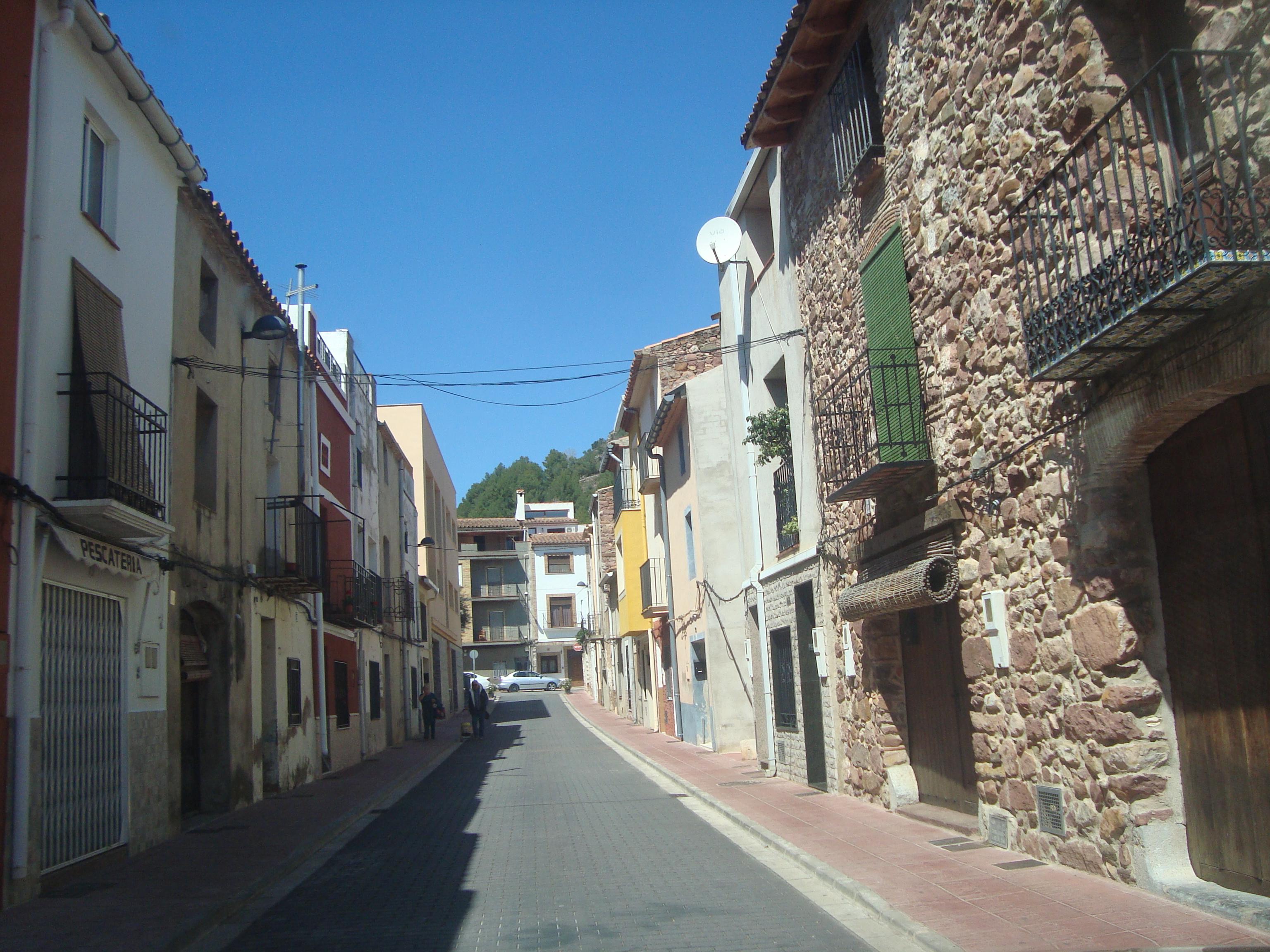
Carrer de Baix la Vila (La Pobla Tornesa)

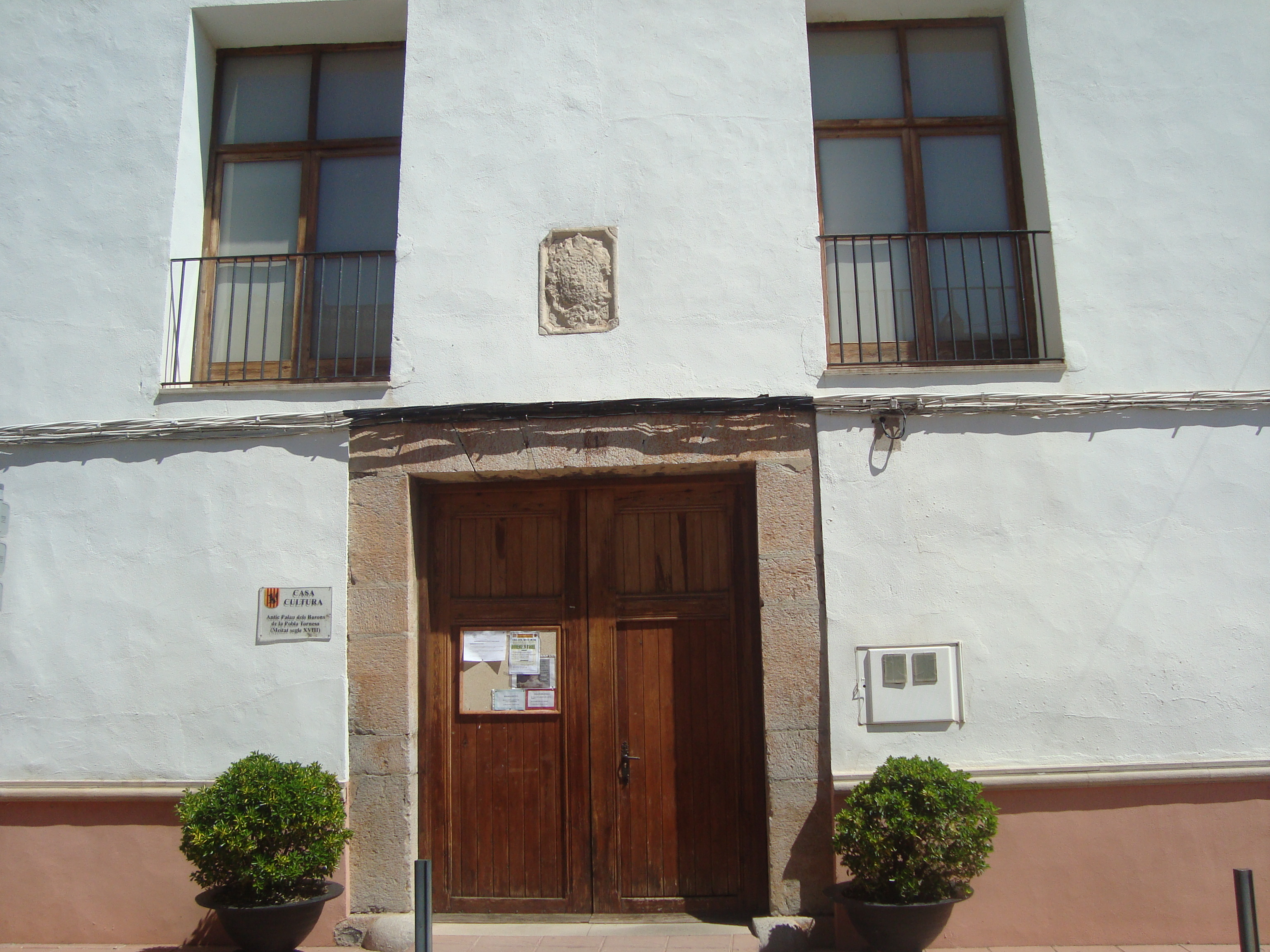
Casa de la Cultura de la Pobla Tornesa, antic Palau dels Barons de la Pobla